# Payson D. Sheets
Payson D. Sheets es un arqueólogo americano, Mayista, y profesor de antropología de la Universidad de Colorado Boulder. Es reconocido por sus investigaciones de la época Precolombina en Mesoamérica y las partes bajas de Centroamérica, particularmente por su trabajo de la civilización Maya en el sitio arqueológico Joya de Cerén en El Salvador (aunque también ha trabajado en el occidente de los Estados Unidos, Canadá, Panamá, Guatemala, Costa Rica, y Nicaragua). Especializa en arqueología mesoamericana, tecnología lítica, adaptaciones antiguas, aplicaciones geofísicas, investigaciones de riesgos (cambio ambiental imprevisto–particularmente erupciones volcánicas), y detección remota.

## Educación
Payson Sheets recibió su B.A. en 1967 y su M.A. en 1969 en la Universidad de Colorado, y recibió su Ph.D. en 1974 en la Universidad de Pensilvania.

## Trabajo de campo
Su cuerpo de investigación más grande es de la arqueología en el sitio arqueológico Maya de Joya de Cerén, en el Valle de Zapotitán de El Salvador que actualmente ha sido su enfoque desde que fue descubierto en 1978. El sitio Joya de Cerén es reconocido como la Pompeya de América porque fue preservado bajo la ceniza volcánica caliente de la erupción de la Loma Caldera alrededor del año 600 y proporciona una vista de la vida común de un pueblo Maya antiguo. Payson Sheets es el arqueólogo primario en las excavaciones conducidas por la Universidad de Colorado en Joya de Cerén. También ha conducido trabajos extensos en el sitio Arenal en Costa Rica (también cubierto en ceniza volcánica) dónde utiliza tecnología de detección remota (incluyendo fotografía infrarroja, LiDAR, espectroscopia infrarroja térmica, radar de abertura sintética, y bandas espectrales del Thematic Mapper de Landsat) en un ambiente selvático, con esto desarrolló uno de los bases de datos de detección remota para usos en arqueología más grandes de aquel entonces.
Payson Sheets también ha trabajado en el occidente de los Estados Unidos, Canadá, Panamá, Guatemala, y Nicaragua.

## Publicaciones importantes
- Sheets, Payson and Donald K. Grayson, eds. (1979) Volcanic Activity and Human Ecology. New York: Academic Press. Twenty chapters, 644 pp.
- Sheets, Payson, ed. (1983) Archeology and Volcanism in Central America: The Zapotitan Valley of El Salvador. Thirteen chapters. 6 appendices. Austin: University of Texas Press. 307 pp.
- Sheets, Payson (1992) The Ceren Site: A Prehistoric Village Buried by Volcanic Ash in Central America. Ft. Worth: Harcourt, Brace, Jovanovich. 150 pp.
- Sheets, Payson and Brian R. McKee, eds. (1994) Archaeology, Volcanism and Remote Sensing in the Arenal Region, Costa Rica. Austin: University of Texas Press. 350pp.
- Sheets, Payson, ed. (2002) Before the Volcano Erupted: The Ancient Ceren Village in Central America. Austin: University of Texas Press. Twenty two chapters. 226 pp.
- Sheets, Payson (2006) The Ceren Site: An Ancient Village in Central America Buried by Volcanic Ash. Revised and expanded edition. Belmont, CA: Wadsworth Publishing. 168 pp.